# Seminole Manor
Seminole Manor es un lugar designado por el censo ubicado en el condado de Palm Beach en el estado estadounidense de Florida. En el Censo de 2010 tenía una población de 2.621 habitantes y una densidad poblacional de 2.561,96 personas por km².

## Geografía
Seminole Manor se encuentra ubicado en las coordenadas 26°35′2″N 80°6′0″O / 26.58389, -80.10000. Según la Oficina del Censo de los Estados Unidos, Seminole Manor tiene una superficie total de 1.02 km², de la cual 1.02 km² corresponden a tierra firme y (0%) 0 km² es agua.

## Demografía
Según el censo de 2010, había 2.621 personas residiendo en Seminole Manor. La densidad de población era de 2.561,96 hab./km². De los 2.621 habitantes, Seminole Manor estaba compuesto por el 61.81% blancos, el 21.98% eran afroamericanos, el 2.21% eran amerindios, el 1.03% eran asiáticos, el 0.08% eran isleños del Pacífico, el 10.07% eran de otras razas y el 2.82% pertenecían a dos o más razas. Del total de la población el 39.91% eran hispanos o latinos de cualquier raza.